# Lac du Moulinet
Le lac du Moulinet est un lac de l'Aubrac, situé en Lozère sur la commune du Buisson à proximité de l'autoroute A75. Le lac est alimenté et traversé par la Crueize.

## Histoire
Le lac du Moulinet est un lac de barrage. Celui-ci, construit en 1959, se présente sous la forme d'une digue haute de 5 m et longue de 140 m qui a permis de créer le réservoir d'eau dans le but de constituer un apport supplémentaire pour les retenues hydroélectriques de Castelnau-Lassouts sur le Lot et de Grandval sur la Truyère (une conduite forcée communique avec le Triboulin, affluent de la Truyère).

## Aménagements touristiques

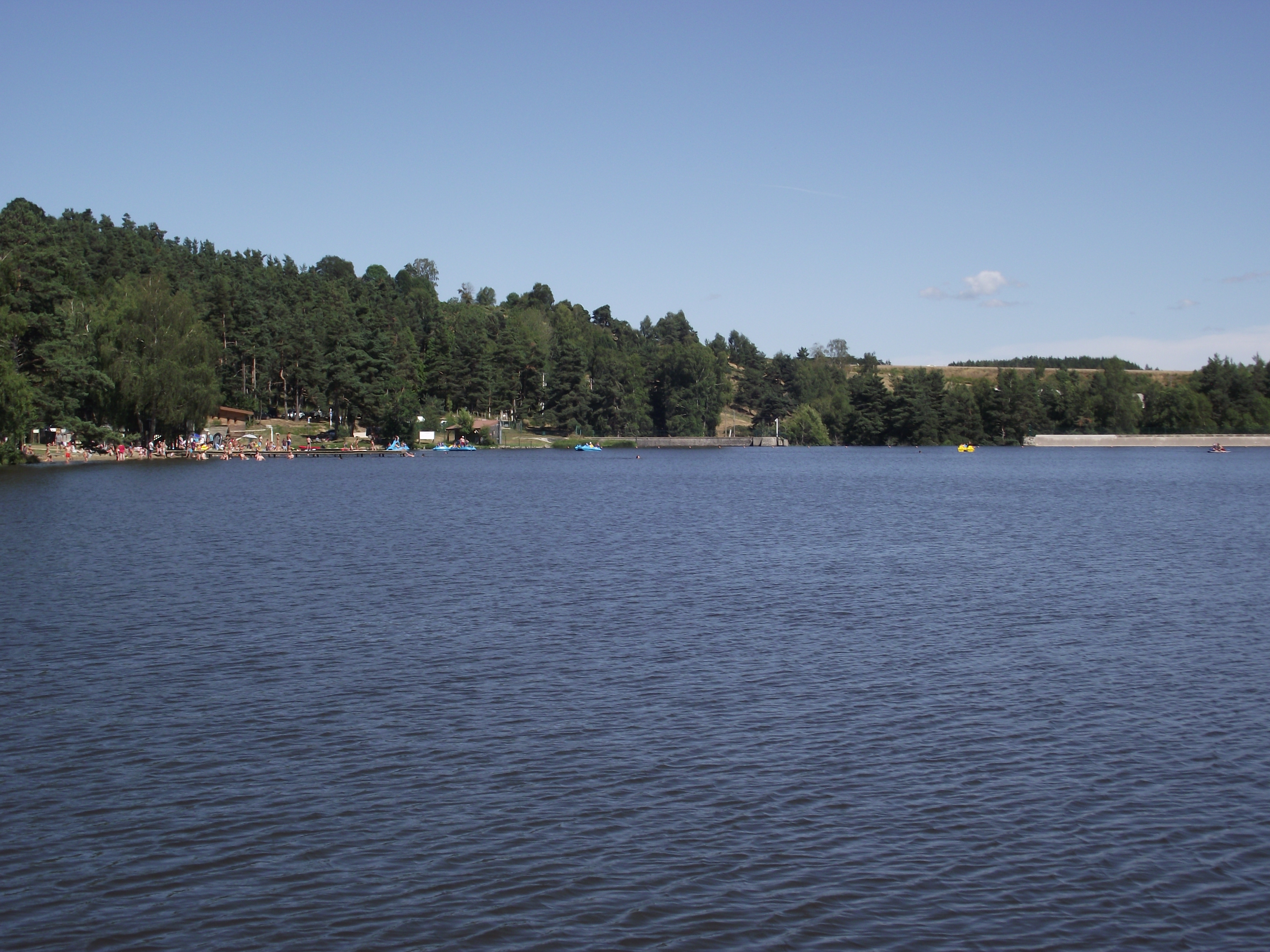
Le lac en été. Zone de baignade à gauche et barrage à droite.

Le lac est aménagé pour la baignade et les activités nautiques ou de plein air. Un sentier en fait le tour et permet de découvrir ses abords qui constituent une intéressante zone humide. En été, on pourra par exemple observer des Reines-des-prés, des Angéliques des bois, des Achillées ptarmiques ou des plantes plus rares comme l'Aconit napel. Le lac constitue aussi un lieu de pêche apprécié.

## Sources et références
1. ↑  « Carte IGN classique » sur Géoportail.
2. 1 2  Tourisme Pêche en Lozère